# Стрільче (Луцький район)
Стрі́льче — село в Україні, у Луцькому районі Волинської області. Входить до складу Горохівської міської громади. Населення становить 394 осіб.

## Географія
Селом протікає річка Стрипа.

## Історія
У 1906 році село Підберезської волості Володимир-Волинського повіту Волинської губернії. Відстань від повітового міста 42 верст, від волості 4. Дворів 101, мешканців 608.
12 червня 2020 року, відповідно до розпорядження Кабінету Міністрів України № 708-р «Про визначення адміністративних центрів та затвердження територій територіальних громад Волинської області», село увійшло в склад Горохівської міської громади.
19 липня 2020 року, в результаті адміністративно-територіальної реформи та ліквідації Горохівського району, село увійшло до складу новоутвореного Луцького району.

## Сьогодення
19 вересня 2014 року, отримавши благословення від митрополита Луцького і Волинського Михаїла, настоятель Свято-Володимирської церкви у Стрільчому отець Андрій Лотоцький разом з громадою вийшли з-під підпорядкування УПЦ (МП) і приєдналися до Горохівського деканату УПЦ КП.

## Населення
Згідно з переписом УРСР 1989 року чисельність наявного населення села становила 405 осіб, з яких 176 чоловіків та 229 жінок.
За переписом населення України 2001 року в селі мешкало 387 осіб.

### Мова
Розподіл населення за рідною мовою за даними перепису 2001 року:
| Мова       | Відсоток |
| ---------- | -------- |
| українська | 99,24 %  |
| російська  | 0,76 %   |

## Відомі уродженці
- Братунь Андрій Лукич — український письменник та громадсько-політичний діяч, посол польського сейму, педагог, старшина армії УНР, батько поета, громадського та державного діяча Ростислава Братуня.[8]
- Бабій Ганна Федорівна  — український педагог, громадський діяч, краєзнавець, «Відмінник освіти України» (1976), «Отличник просвещения СРСР» (1987), Заслужений вчитель України (1978), екс-депутат Волинської обласної ради, ветеран педагогічної праці.